# McKayla Matthews
McKayla Matthews (Bristol, Connecticut; 4 de agosto de 1979) es una actriz pornográfica estadounidense.
Matthews hizo cuatro películas a inicios de su carrera luego de conocer a Alisha Klass una exbailarina del club donde Matthews venía trabajando. Klass reclutó a Matthews para ser una actriz contratada de Seymour Butts. Su primera película para Butts fue Thighs Wide Open donde tuvo una escena de doble penetración con Herschel Savage y Tyce Bune.

## Premios
- 2001 - Premios AVN ganadora – Mejor escena de sexo grupal en Video – Mission to Uranus (con Alisha Klass y Hakan Serbes)[3]